# Titan-Sublimationspumpe
Die Titan-Sublimationspumpe (TSP) ist eine spezielle Ultrahochvakuum-Pumpe, die auf der hohen Getterfähigkeit von frisch aufgedampftem Titan beruht: Das Titan wird auf eine hochreine gekühlte Adsorberfläche aufgedampft und fängt dort die zufällig auftreffenden Gasatome durch reine Chemisorption. Gase wie zum Beispiel Sauerstoff, Stickstoff oder Kohlendioxid können so chemisch an das Titan gebunden werden. Dies unterscheidet sie von der Ionengetterpumpe, in der das zu pumpende Gas zuvor ionisiert werden muss, um es dann in einem statischen elektrischen Feld gezielt zur Adsorberfläche zu lenken. 
Vereinfacht ausgedrückt „fängt“ (en.: „to get“, daher „Getter“) die Titanoberfläche – also das kondensierte Titan – die letzten Gasmoleküle, welche sich noch in dem Vakuum aufhalten. Nach einiger Zeit ist die Titanoberfläche wieder verschmutzt; ein neuer Aufdampfzyklus regeneriert diese wieder.
Die Wirksamkeit einer TSP hängt stark vom Druck und v. a. den im Restgas enthaltenen Elementen ab. Bei zu hohem Druck wird die frische Titanoberfläche schnell wieder dreckig, so dass die Zeit zwischen den Aufdampfphasen sehr klein gewählt werden muss. Ist diese Zeit jedoch zu klein, erwärmt sich die Pumpe stark. Durch thermische Effekte können sich Atome dann auch wieder von der Wand lösen. Eine Möglichkeit, dies zu verhindern, besteht durch Kühlung der Wand mit Wasser oder flüssigem Stickstoff (s. u.). Die Pumpe kommt vor allem zur Evakuierung von Teilchenbeschleunigern zum Einsatz.

## LN2zur Kühlung der TSP
Häufig wird zur Kühlung der Wände einer TSP flüssiger Stickstoff verwendet. Dies hat mehrere Gründe:
1. Die Wände werden nicht warm, dadurch wird die thermische Desorption der schon gebundenen Restgasatome verhindert.
2. Die kalten Wände wirken als Kryopumpe.
3. Das Titan kondensiert bei der Temperatur des flüssigen Stickstoffes nicht als dünne Schicht, sondern neigt eher zum Klumpen. Dadurch erhöht sich die Oberfläche, was effektiv die Pumpleistung erhöht.